# Ahad Aliyev
Pour les articles homonymes, voir Aliyev.
Ahad Aliyev (en azéri : Əhəd Fərzəli oğlu Əliyev (Kor Əhəd) ; né en 1893 à Bakou en Azerbaïdjan et mort le 17 février 1942 à Bakou) est un accordéoniste azéri. 

## Biographie
Ahad Aliyev est né en 1893 à Bakou. Vers l’âge de deux ans, sa vue commence à faiblir. Quand il a trois ans, ses yeux sont complètement fermés et il est privé de la lumière du monde. Plus tard il reçoit le surnom d’ « Ahad l’aveugle » (Kor Ahad). Ses parents lui achètent un harmonica à 12 cordes, et cet accordéon le réconforte. Les langues noires ne sont pas encore découvertes lorsqu'il joue de l'harmonica. Ahad joue sur les langues blanches jusqu'à l'âge de vingt ans. Même le chanteur connu Jabbar Garyaghdi l’admire.
Le joueur de l'accordéon, artiste émérite de l’Azerbaïdjan, note que l'instrument de musique accordéon en Azerbaïdjan n'est lié qu'au nom de Ker Ahad : « Il joue très bien de l'accordéon, du luth et du piano. Il est possible de nommer Teyyub Demirov parmi ses premiers étudiants. Il joue du tambourin et apprend à jouer de l'accordéon en regardant les doigts d'Ahad. Parmi les femmes, Gizkhanim, la mère de Brilliant Dadachova, était son élève. Viennent ensuite Mammadaga Agayev et Hajibala Dadashov (Kor Hajibala), qui améliorent l'accordéon et l'enrichissent de méthodes techniques. Je peux également citer le nom de Rza Salyanli, un des élèves de Kor Ahad. Chacun d’eux joue un rôle exceptionnel dans la diffusion de l’harmonium au Proche et en Extrême-Orient. Il est souvent invité à se produire pour la radio d'État avec Muslim Magomayev (compositeur), ainsi que Djabbar Garyaghdioghlu, Gourban Pirimov, Ahmed Bakikhanov, Zulfu Adiguezalov. 
Z. Mirzayev mentionne également que l'ajout de demi-tons à l'accordéon appartient à Kor Ahad.
Tofig Bakikhanov, Artiste du peuple de la République, Ordre de la Gloire, retraité du Président, parle de l'amitié et des relations créatives entre son père Ahmed Bakikhanov et Ahad Aliyev. 